# Менденхолл, Джон
Джон Руфус Менденхолл (англ. John Rufus Mendenhall; 3 декабря 1948, Каллен, Луизиана — 26 февраля 2021, там же) — профессиональный американский футболист. Выступал на позиции тэкла защиты. Играл в НФЛ с 1972 по 1980 год, большую часть карьеры провёл в составе клуба «Нью-Йорк Джайентс». На студенческом уровне выступал за команду университета Айдахо.

## Биография
Джон Менденхолл родился 3 декабря 1948 года в Каллене в Луизиане. Старшую школу окончил в Спрингхилле. Затем учился в университете штата Луизиана в Грэмблинге, исторически чёрном колледже. На драфте НФЛ 1972 года был выбран клубом «Нью-Йорк Джайентс» в третьем раунде под общим 55 номером.
По итогам дебютного сезона вошёл в состав сборной новичков НФЛ. В составе «Джайентс» он играл в течение семи лет. Лучшим для него стал чемпионат 1977 года, в котором Менденхолл сделал двенадцать сэков и форсировал семь фамблов. Благодаря выносливости и агрессивному стилю игры пользовался популярностью среди болельщиков. Сезон 1980 года он провёл в «Детройте». Всего за свою карьеру в лиге он сыграл в 116 матчах, в 110 из которых был игроком стартового состава.
После продолжительной болезни Джон Менденхолл скончался 26 февраля 2021 года.